# F (エフ)
『F（エフ）』は、1998年3月14日より松竹系で全国公開された日本映画。鷺沢萠の小説『F 落第生』を原作に切ないラブストーリーを描いた作品。
1997年にスタートした「ラジオ新時代キャンペーン」の一環として全国95の民放ラジオ局が制作に協力している。
第22回日本アカデミー賞新人俳優賞受賞（熊川哲也）。

## ストーリー
女子中学生の荻野ヒカルは両親を交通事故で失った。悲しみに暮れるヒカルは、野外音楽堂でバレエを踊る少年を見かけ、その美しさに励まされて、生きる気力を取り戻した。
踊っていた少年の古瀬郁矢は、長じて英国で一流プリンシパルとして成功した。一方のヒカルは28才のOLとなり、幼馴染の章吾と付き合っていた。
足を骨折し、失意のうちに日本に帰国する郁矢。郁矢のマネージャーになった片岡京子は、日本にバレエを広めるという郁矢の夢に協力しつつ、恋人になろうと画策する。車のキーを失くした京子と郁矢を助けたことで、名も知らぬまま郁矢に好意を持つヒカル。
京子の推薦で、ミスターFと名乗り、正体を隠してラジオDJを始める郁矢。ミスターFの語った話で先日の彼だと気付いたヒカルは、リスナーとして電話をかけた。ラジオを介して会話を続け、お互いに恋心が募って行く郁矢とヒカル。だが、郁矢が高名なダンサーだと知ったヒカルは、尻込みし、そのまま章吾のプロポーズを受けてしまった。
足の直った郁矢は、東京での凱旋公演にヒカルと章吾を招待した。公演の当日、章吾に正直な気持ちを打ち明けて、別れを告げるヒカル。郁矢はヒカルからの手紙で、子供の頃に会っていたことを知り、思い出の野外音楽堂で待つヒカルの元に駆け付けるのだった。

## 登場人物
- 萩野ヒカル - 羽田美智子
- 古瀬郁矢 - 熊川哲也
- 江島有加 - 村上里佳子
- 片岡京子 - 戸田菜穂
- 久下章吾 - 野村宏伸
- 荻野源三 - 天本英世
- 田辺 - 石丸謙二郎
- 和田 - 阿部サダヲ
- 田所 - 高田純次
- 荻野ヒカル（中学時代） - 工藤あさぎ
- 久下章吾（中学時代） - 徳山秀典
- 江島有加（中学時代） - 山口日記
- 古瀬郁矢（小学生） - 中島哲也
- ラジオの女性アナウンサー - 坂上みき
- 偽ヒカリ - 久本雅美

## エピソード
社団法人日本民間放送連盟・音声放送委員会の企画で制作された映画で、加盟する民放ラジオ95局がサポートを行った。その一環として各局から1名のパーソナリティが映画に出演している。
各社推薦による出演パーソナリティ
- HBCラジオ - 薮淳一
- STVラジオ - 船守小智子
- RAB青森放送 - 原口太平
- エフエム岩手 - 畑中賢治
- TBCラジオ - 本間秋彦
- エフエム仙台 - 井上崇
- ABSラジオ - 太田真希
- YBCラジオ - 芳賀道也
- エフエム山形 - 門司正弘
- ラジオ福島 - 鏡田辰也
- ふくしまFM - 佐藤加奈
- TBSラジオ - 宮川賢
- 文化放送 - 太田英明
- ニッポン放送 - 垣花正
- ラジオたんぱ - 宇野和男
- TOKYO FM - 松本ともこ
- J-WAVE - 福ノ上達也
- エフエム群馬 - 川上直子
- CRT栃木放送 - 新井清
- IBS茨城放送 - 阿部重典
- NACK5 - 舘野順子
- BAYFM - 山川牧
- RFラジオ日本 - おおたわ史絵
- 横浜エフエム放送 - 池田恭子

- BSNラジオ - 大倉修吾
- FM-NIIGATA - 滝沢稔
- SBCラジオ - 山崎昭夫
- YBSラジオ - 前田真宏
- KNBラジオ - 横島繭子
- 富山エフエム放送 - 赤木まゆみ
- 福井エフエム放送 - 堀謙
- CBCラジオ - つボイノリオ
- FM AICHI - 藤田ミキト
- ZIP-FM - クリス・グレン
- 岐阜放送 - 加藤義久
- エフエム三重 - 安西仁美
- エフエム滋賀 - 横井くにえ
- KBS京都 - 森谷威夫
- 毎日放送ラジオ - 上泉雅一
- ABCラジオ - 小縣裕介
- ラジオ大阪 - 原田年晴
- エフエム大阪 - 庄司悟
- FM802 - 西任暁子
- BSSラジオ - 小椋英之
- エフエム山陰 - 加藤さゆり
- RSKラジオ - 横須賀伸一
- RCCラジオ - 横山雄二
- 広島エフエム放送 - 清野茂樹

- KRYラジオ - 高橋裕
- エフエム山口 - 木谷美帆
- 四国放送ラジオ - 八幡篤範
- エフエム徳島 - 黒田忠良
- RNCラジオ - 岸猛
- エフエム香川 - 植松恭子
- 南海放送ラジオ - 田中和彦
- エフエム愛媛 - 松田久
- RKCラジオ - 丸山修
- RKBラジオ - 坂口卓司
- KBCラジオ - 武内裕之
- エフエム福岡 - 木原友香
- LOVE FM - セーラ
- エフエム佐賀 - 飯地紀美子
- エフエム長崎 - 梶原純子
- RKKラジオ - 宮脇利充
- エフエム中九州 - 富岡弘展
- OBSラジオ - 齋藤志乃
- エフエム大分- Dr.マーサー
- MBCラジオ - 下山英哉
- エフエム鹿児島 - 長友翼
- ラジオ沖縄 - 菊地志乃
- エフエム沖縄 - 久場公代